# Организация Договора о коллективной безопасности
Официальные представители ОДКБ
Организация Договора о коллективной безопасности (ОДКБ), реже «Ташкентский пакт», «Ташкентский договор» — региональная международная организация в области коллективной безопасности с участием нескольких постсоветских государств. Провозглашаемые цели: «укрепление мира, международной и региональной безопасности и стабильности, защита на коллективной основе независимости, территориальной целостности и суверенитета государств-членов, приоритет в достижении которых государства-члены отдают политическим средствам».
Начало ОДКБ было положено 15 мая 1992 года подписанием Договора о коллективной безопасности в Ташкенте, Узбекистан. Высшим органом является Совет коллективной безопасности (СКБ), который назначает Генерального секретаря организации. Общее население стран, входящих в ОДКБ, составляет 193 835 249 человек (2021). Численность миротворческих сил на 2022 год — 3600 человек.

## История
15 мая 1992 года некоторыми постсоветскими независимыми государствами: Арменией, Казахстаном, Кыргызстаном, Россией, Таджикистаном и Узбекистаном был подписан договор о коллективной безопасности (ДКБ). 24 сентября 1993 договор подписал Азербайджан, 9 сентября 1993 года — Грузия, 31 декабря 1993 года — Беларусь.
Вступивший в силу 20 апреля 1994 года договор был рассчитан на 5 лет и допускал продление. 2 апреля 1999 года президенты Армении, Беларуси, Казахстана, Кыргызстана, России и Таджикистана продлили договор на следующий пятилетний период, однако Азербайджан, Грузия и Узбекистан отказались от продления; в том же году Узбекистан присоединился к ГУАМ.

### Формирование ОДКБ
На московской сессии ДКБ 14 мая 2002 года было принято решение о преобразовании ДКБ в полноценную международную организацию — Организацию Договора о коллективной безопасности (ОДКБ). 7 октября 2002 года в Кишинёве подписаны Устав и Соглашение о правовом статусе ОДКБ, которые ратифицированы всеми государствами — членами ОДКБ и вступили в силу 18 сентября 2003 года.
2 декабря 2004 года Генеральная Ассамблея ООН приняла резолюцию о предоставлении ОДКБ статуса наблюдателя в Генеральной Ассамблее ООН.
16 августа 2006 года в Сочи было подписано решение о восстановлении членства Узбекистана в ОДКБ.
4 февраля 2009 года в Москве лидеры стран ОДКБ одобрили создание Коллективных сил оперативного реагирования (КСОР). Согласно подписанному документу, КСОР нацелены на отражение военной агрессии, проведение специальных операций по борьбе с международным терроризмом и экстремизмом, транснациональной организованной преступностью, наркотрафиком, а также для ликвидации последствий чрезвычайных ситуаций.
3 апреля 2009 года представитель секретариата ОДКБ заявил, что Иран в перспективе может получить статус страны-наблюдателя в ОДКБ.
14 июня 2009 года в Москве состоялась сессия Совета коллективной безопасности государств, по решению которой должны были быть созданы КСОР. Однако Беларусь отказалась участвовать из-за разгоревшейся «молочной войны» с Россией, посчитав, что до прекращения действий, подрывающих основы экономической безопасности партнёров, невозможно принимать решения по другим аспектам безопасности. Хотя большинство стран поддержали создание КСОР, решение оказалось нелегитимным: согласно пункту 1 Правила 14 Правил процедуры органов ОДКБ, неучастие страны — члена организации в заседаниях Совета коллективной безопасности, Совета министров иностранных дел, Совета министров обороны, Комитета секретарей советов безопасности означает отсутствие согласия этой страны на принятие решений и, следовательно, отсутствие консенсуса по нему. Помимо Беларуси, на том саммите документ по КСОР не был подписан Узбекистаном, что дало пять из семи подписей входящих в ОДКБ стран: Россия, Армения, Кыргызстан, Казахстан и Таджикистан.
2 октября 2009 года информационные агентства распространили новость о том, что Республика Беларусь присоединилась к соглашению о КСОР на основании заявления президента РБ о том, что все процедуры по подписанию документов о КСОР уже были завершены. Тем не менее, уже 6 октября выяснилось, что Беларусь так и не подписала соглашение о КСОР. Кроме того, Александр Лукашенко отказался от наблюдения за заключительной фазой учений сил оперативного реагирования ОДКБ, проходивших 16 октября 2009 года в Казахстане. документы, подписанные Беларусью, поступили в секретариат ОДКБ 20 октября 2009 года.
Президент РФ Дмитрий Медведев в ходе визита в Киев 18 мая 2010 года заявил представителю Виктора Януковича, что Россия была бы счастлива видеть Украину в составе стран ОДКБ, однако украинская сторона ответила отказом.
В июне 2010 года (когда из-за ситуации в Кыргызстане, связанной с противостоянием киргизской и узбекской диаспор, фактически приведшей страну к состоянию гражданской войны, президент Кыргызстана Роза Отунбаева обратилась к президенту РФ Дмитрию Медведеву для решения вопроса о военной помощи Кыргызстану) экстренно созванный Комитет секретарей советов безопасности (КССБ) не решился на ввод в страну частей КСОР. После отказа ОДКБ от содействия властям государства — члена ОДКБ, резкой критике эту организацию подверг президент Беларуси Александр Лукашенко. Между тем, ОДКБ помогала Кыргызстану: организовывала поиски зачинщиков беспорядков и координацию сотрудничества по пресечению деятельности террористических групп, которые фактически влияли на ситуацию из Афганистана, борьбу с наркомафией, работающей на юге Кыргызстана, контроль всех информационных источников, работавших на юге страны. Некоторые эксперты полагали, что ОДКБ поступила верно, не послав силы КСОР, поскольку это бы ещё больше усугубило межнациональную рознь в стране.
28 июня 2012 года Ташкент направил ноту с уведомлением о приостановлении членства Узбекистана в ОДКБ (официально приостановлено 19 декабря того же года).
С 2005 года Россия начала безвозмездно готовить кадры для стран ОДКБ в своих военных учебных заведениях. В 2010 году в РФ училось около 2,5 тыс. военнослужащих из Казахстана, Беларуси, Армении, Таджикистана, Кыргызстана и Узбекистана.
2 марта 2023 года Президент РФ Владимир Путин внёс в Госдуму РФ на ратификацию четвёртый протокол об изменениях в устав ОДКБ, по которому её члены взаимодействуют в том числе в сфере биологической безопасности, а также «устанавливается возможность досрочного прекращения полномочий генерального секретаря ОДКБ по решению Совета коллективной безопасности ОДКБ». Проектом федерального закона предлагается ратифицировать этот протокол, созданный 7 октября 2002 года и подписанный 26 августа 2022 года.
22 февраля 2024 года Премьер-министр Армении Никол Пашинян заявил о замораживании членства страны в ОДКБ из-за ухудшения отношений с РФ. Кроме того, 18 сентября 2024 года он заявил, что «ОДКБ создает угрозы безопасности, существованию и суверенитету Армении». В 2025 году Армения отказалась от участия в финансировании организации.

## Деятельность
Согласно статье 7 устава ОДКБ, государства-члены принимают совместные меры к формированию системы коллективной безопасности и защиты.

### Символика
Семантика эмблемы
Изображение четырёхугольной фортеции, ориентированной бастионами по основным сторонам света (исторический символ оборонительного сооружения) символизирует ненаступательный характер ОДКБ. Золотой шар (символ монолитности и единства) отражает общность целей и ценностей, защищаемых армиями государств-членов ОДКБ. Лаврово-дубовый венок символизирует мужество и доблесть военнослужащих государств-членов ОДКБ.
Семантика флага
На флаге организации изображена эмблема ОДКБ, символизирующая обеспечение безопасности государств-членов от потенциальных угроз с любого направления. Синий цвет (традиционный символ чести, верности и мира) полотнища флага отражает миролюбие как основной принцип деятельности ОДКБ и её ненаступательный характер.

### Структура

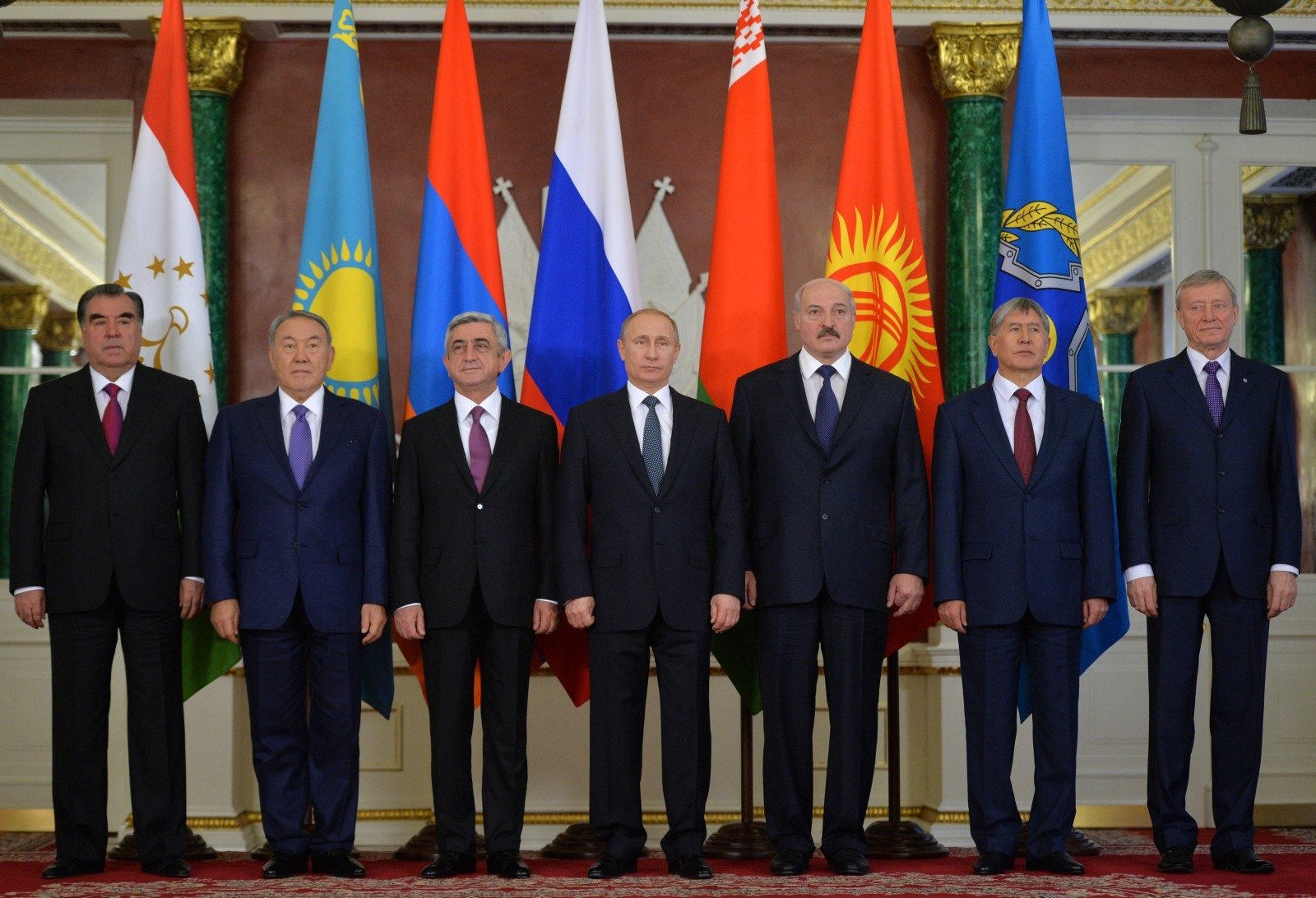
Участники заседания совета коллективной безопасности ОДКБ.
Москва, 23 декабря 2014 года

- Высшим органом является Совет коллективной безопасности (СКБ) — в его состав входят главы государств-членов. Совет рассматривает принципиальные вопросы деятельности ОДКБ и принимает решения по реализации её целей и задач, а также обеспечивает координацию и совместную деятельность государств-членов для реализации этих целей.
- Совет министров иностранных дел (СМИД) — консультативный и исполнительный орган по координации взаимодействия государств-членов в области внешней политики.
- Совет министров обороны (СМО) — консультативный и исполнительный орган по координации взаимодействия государств-членов в области военной политики, военного строительства и военно-технического сотрудничества.
- Комитет секретарей советов безопасности (КССБ) — консультативный и исполнительный орган по координации взаимодействия государств-членов в области обеспечения их национальной безопасности.
- Постоянный Совет ОДКБ — орган, координирующий взаимодействия государств-членов в реализации решений остальных органов в период между сессиями Совета. Он состоит из Постоянных и Полномочных представителей, назначаемых государствами в соответствии с их внутренними процедурами, и действует в соответствии с Положением, утверждаемым Советом.
- Генеральный секретарь Организации является высшим административным должностным лицом ОДКБ и руководит Секретариатом Организации. Назначается решением СКБ из числа граждан государств-членов и подотчётен Совету.
- Секретариат Организации — постоянно действующий рабочий орган для осуществления организационного, информационного, аналитического и консультативного обеспечения деятельности органов ОДКБ.
- Объединённый штаб ОДКБ — постоянно действующий рабочий орган, отвечающий за подготовку предложений по военной составляющей ОДКБ, организацию и координацию практической реализации решений органов ОДКБ по вопросам военного сотрудничества. На него возлагаются задачи, связанные с формированием, функционированием и применением Войск (Коллективных сил) ОДКБ, подготовкой и проведением совместно с министерствами обороны (генеральными штабами вооружённых сил) государств — членов Организации совместных мероприятий оперативной и боевой подготовки, военно-техническим сотрудничеством, координацией совместной подготовки кадров и специалистов для вооружённых сил государств — членов ОДКБ, а также с организацией функционирования Центра кризисного реагирования ОДКБ.
- Парламентская ассамблея ОДКБ — Согласно Временному положению о ПА ОДКБ, Парламентская ассамблея состоит из парламентских делегаций государств — членов ОДКБ (численный состав которых определяется парламентом/палатой парламента государства — члена ОДКБ). В работе Ассамблеи также принимают участие наблюдатели, имеющие право присутствовать на открытых заседаниях, получать материалы к ним, выступать по обсуждаемым вопросам и вносить свои предложения, но без права голоса.

Также с целью развития сотрудничества с международными организациями и государствами, не являющимися членами ОДКБ, были установлены правовые основы предоставления статусов наблюдателя при ОДКБ и партнёра организации.

### Руководство
Генеральные секретари Совета коллективной безопасности государств — участников Договора о коллективной безопасности
1. Земский, Владимир Васильевич (октябрь 1996 — март 2000);
2. Николаенко, Валерий Дмитриевич (май 2000 — 28 апреля 2003).

Генеральные секретари ОДКБ
1. Бордюжа, Николай Николаевич (28 апреля 2003 — 31 декабря 2016), генерал-полковник;
2. Семериков, Валерий Анатольевич (и. о. 1 января 2017 — 13 апреля 2017), генерал-полковник;
3. Хачатуров, Юрий Григорьевич (14 апреля 2017 — 2 ноября 2018), генерал-полковник;
4. Семериков, Валерий Анатольевич (и. о. 1 ноября 2018 — 31 декабря 2019), генерал-полковник;
5. Зась, Станислав Васильевич (1 января 2020 года — 1 января 2023), генерал-лейтенант;
6. Тасмагамбетов, Имангали Нургалиевич (с 1 января 2023)[23].

Начальники объединённого штаба ОДКБ:
1. Студеникин Александр Игоревич (19 декабря 2012 — 23 ноября 2015), генерал-лейтенант[24].
2. Сидоров Анатолий Алексеевич (23 ноября 2015 — ноябрь 2023), генерал-полковник[25].
3. Сердюков Андрей Николаевич (с ноября 2023), генерал-полковник[26].

#### Координирующее государство
В 2021 году на очередном заседании глав участников в Душанбе поднялся вопрос о вводе понятия «координирующего государства» в устав ОДКБ. Это изменение позволит странам-участникам ОДКБ принимать решение об участии в различных международных конфликтах от имени организации под предводительством координирующего государства, которое будет сообща назначаться в ночь перед принятием решения об отправке войск. После российского вторжения на Украину Москва форсировала принятие решения по поправке, а в апреле Россия официально ратифицировала данный протокол.
По мнению ряда военных экспертов, ввиду несоразмерных военных сил и различных геополитических интересов стран-участниц, фактически роль «координирующего государства» будет выполнять Россия, что означает ещё большую зависимость стран-участников ОДКБ от проводимой политики России.
С 1 января 2025 года Кыргызстан начал председательствовать в ОДКБ, сменив Казахстан.

#### Заседания
|    | Дата             | Место проведения             |
| -- | ---------------- | ---------------------------- |
| 1  | 15 мая 1992      | Ташкент                      |
| 2  | 6 июля 1992      | Москва                       |
| 3  | 24 декабря 1993  | Ашхабад                      |
| 4  | 10 февраля 1994  | Алма-Ата                     |
| 5  | 25 мая 1995      | Минск                        |
| 6  | 3 ноября 1995    | Москва                       |
| 7  | 17 мая 1996      | Москва                       |
| 8  | 28 марта 1997    | Москва                       |
| 9  | 5 марта 1998     | Москва                       |
| 10 | 2 апреля 1999    | Москва                       |
| 11 | 29 июня 2000     | Москва                       |
| 12 | 25 мая 2001      | Ереван                       |
| 13 | 12 мая 2002      | Москва                       |
| 14 | 28 апреля 2003   | Душанбе                      |
| 15 | 18 июня 2004     | Астана                       |
| 16 | 23 июня 2005     | Москва                       |
| 17 | 23 июня 2006     | Минск                        |
| 18 | 6 октября 2007   | Душанбе                      |
| 19 | 5 сентября 2008  | Москва                       |
| 20 | 4 февраля 2009   | Москва (внеочередной саммит) |
| 21 | 15 июня 2009     | Москва                       |
| 22 | 10 декабря 2010  | Москва                       |
| 23 | 12 августа 2011  | Астана                       |
| 24 | 15 мая 2012      | Москва                       |
| 25 | 23 сентября 2013 | Сочи                         |
| 26 | 8 мая 2014       | Москва                       |
| 27 | 23 декабря 2014  | Москва                       |
| 28 | 15 сентября 2015 | Душанбе                      |
| 29 | 14 октября 2016  | Ереван                       |
| 30 | 30 ноября 2017   | Минск                        |
| 31 | 23 мая 2018      | Астана                       |
| 32 | 28 ноября 2019   | Бишкек                       |
| 33 | 2 декабря 2020   | Видеоконференция             |
| 34 | 16 сентября 2021 | Видеоконференция             |
| 35 | 10 января 2022   | Видеоконференция             |
| 36 | 16 мая 2022      | Москва                       |
| 37 | 23 ноября 2022   | Ереван                       |
| 38 | 15 декабря 2022  | Санкт-Петербург              |
| 39 | 23 ноября 2023.  | Минск (без Армении)          |
| 40 | 28 ноября 2024   | Астана (без Армении)         |

### Состав

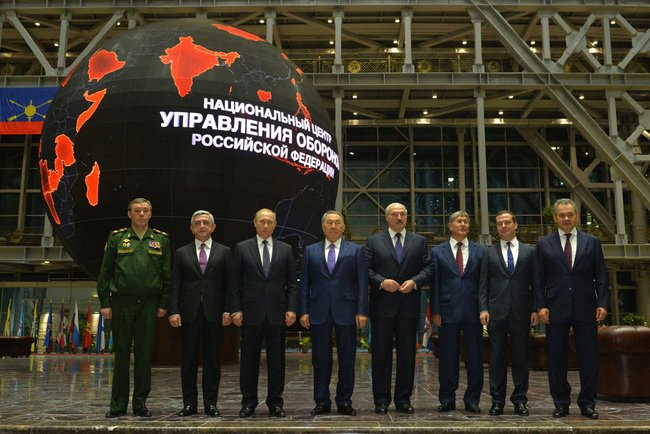
Главы государств — членов ОДКБ в Национальном центре управления обороной РФ, 23 декабря 2014 года

Начало ОДКБ было положено 15 мая 1992 года подписанием Договора о коллективной безопасности в Ташкенте (Узбекистан) главами Армении, Казахстана, Кыргызстана, России, Таджикистана и Узбекистана. В 1993 году к ОДКБ присоединились Азербайджан, Беларусь и Грузия. Впоследствии Азербайджан, Грузия и Узбекистан покинули ряды организации. Любая страна — участница ОДКБ вправе выйти из состава ОДКБ в любое время по собственному желанию. На момент вступления договора в силу в 1994 году ОДКБ насчитывал 9 членов, в настоящий момент — 6.
Согласно действующему Уставу ОДКБ, государствами — учредителями организации являются те государства, которые к моменту принятия Устава подписали и ратифицировали Соглашение о создании договора коллективной безопасности от 15 мая 1992 года и Протокол о продлении Договора о коллективной безопасности от 21 апреля 1999 года. Государствами — членами ОДКБ являются те государства-учредители, которые приняли на себя обязательства, вытекающие из Устава, в течение 1 года после его принятия Советом глав государств.
Текущий состав
| Государство                 | Дата ратификации Соглашения о создании ДКБ (от 15 мая 1992 года) | Дата ратификации Протокола о продлении ДКБ (от 2 апреля 1999 года) | Дата ратификации Устава ОДКБ (от 7 октября 2002 года) |
| --------------------------- | ---------------------------------------------------------------- | ------------------------------------------------------------------ | ----------------------------------------------------- |
| Армения (в процессе выхода) | 15 мая 1992                                                      | 2 апреля 1999                                                      | 18 сентября 2003                                      |
| Беларусь                    | 31 декабря 1993                                                  | 2 апреля 1999                                                      | 18 сентября 2003                                      |
| Казахстан                   | 15 мая 1992                                                      | 2 апреля 1999                                                      | 18 сентября 2003                                      |
| Кыргызстан                  | 15 мая 1992                                                      | 2 апреля 1999                                                      | 18 сентября 2003                                      |
| Россия                      | 15 мая 1992                                                      | 2 апреля 1999                                                      | 18 сентября 2003                                      |
| Таджикистан                 | 15 мая 1992                                                      | 2 апреля 1999                                                      | 18 сентября 2003                                      |

Государства-наблюдатели при парламентской ассамблее
- Сербия (с 11 апреля 2013)[39][40]
- Союзное государство[41]

Бывшие государства-наблюдатели при парламентской ассамблее
- Исламская Республика Афганистан (И.Р.А., с 11 апреля 2013)[39][40]. 15 августа 2021 года наступление «Талибана» привело к ликвидации И.Р.А.

Бывшие члены
- Азербайджан (с 24 сентября 1993 по 2 апреля 1999)
- Грузия (с 9 сентября 1993 по 2 апреля 1999)
- Узбекистан (с 15 мая 1992 по 2 апреля 1999, с 16 августа 2006 по 28 июня 2012)[42]

### Коллективные силы
Основу боевых сил ОДКБ составляют Коллективные силы оперативного реагирования (КСОР, 1—22 тыс. человек) и Коллективные силы быстрого развёртывания (КСБР, 5 тыс. человек), предназначенные для ликвидации внезапно возникших угроз военного характера; также в рамках ОДКБ функционируют Коллективные миротворческие силы (Миротворческие силы ОДКБ), состоящие в основном из полицейских соединений (3600 человек на 2022 год).
Решение о создании Коллективных сил быстрого развёртывания Центрально-Азиатского региона (КСБР ЦАР) было принято СКБ в мае 2001 г. в Ереване и предшествовало созданию ОДКБ. В декабре 2002 года организация получила статус наблюдателя в Генеральной ассамблее ООН, при этом ДКБ окончательно перестал быть частью правовой системы СНГ, став главным элементом нового механизма международной безопасности. После создания организации ускорились процессы интеграции и сотрудничества (сравнительно с ходом процессов на стадии существования лишь ДКБ). КСБР ЦАР предназначены для обеспечения военной безопасности стран-участниц ОДКБ в Центральной Азии, включая совместное отражение военной агрессии извне и борьбу с терроризмом. При численности КСБР около 5 тысяч человек её состав и структура зависят от вида решаемых задач и может включать различные средства усиления, включая авиацию. Коллективные силы быстрого развёртывания состоят из национальных формирований государств — членов ОДКБ, а именно автономных воинских частей с полным спектром подразделений поддержки и боевых подразделений. Решение стоящих перед КСБР ЦАР задач ведётся из единого штаба ОДКБ с учётом опыта применения общевойсковых подразделений и частей специального назначения.
4 февраля 2009 г. на сессии СКБ ОДКБ был подписан проект о создании Коллективных сил оперативного реагирования (КСОР), задуманных как более глубокий этап военно-тактической интеграции в рамках блока по сравнению с КСБР. Военное сотрудничество стало интенсивнее с проведением участниками ОДКБ совместных учений и операций против криминала (не путать с боевыми и антитеррористическими операциями). Важным мотивом создания КСОР называлось противодействие продвижению НАТО на постсоветском пространстве, возможность которой РФ и её союзники рассматривали после войны в Грузии в августе 2008 г. По словам помощника президента РФ С. Приходько, приоритетными задачами КСОР ставились отражение актов военной агрессии и проведение спецопераций по борьбе с международным терроризмом и насильственными проявлениями экстремизма. Коллективные силы также призваны бороться с транснациональной организованной преступностью, наркотрафиком, участвовать в ликвидации последствий чрезвычайных ситуаций природного и техногенного характера.
В рамках ОДКБ функционируют несколько войсковых группировок, состоящих из десантных бригад и полков, подразделений спецслужб и правоохранительных органов, а также отрядов МЧС. В 2013—2014 годах в структуре блока появились объединения, специализирующиеся на борьбе с незаконным оборотом наркотиков (которых к 2017 году было изъято около 340 тонн).
В 2023 году сенат Казахстана одобрил закон о ратификации соглашения о совместном материально-техническом и медицинском обеспечении войск ОДКБ, подписанного в Душанбе в сентябре 2021 года. Также одобрен закон о ратификации соглашения по юрисдикции и правовой помощи для временного пребывания сил ОДКБ на территориях стран-участниц Договора.
В сентябре 2023 года Президент Казахстана Касым-Жомарт Токаев подписал закон «О ратификации протокола о внесении изменений в соглашение о миротворческой деятельности Организации Договора о коллективной безопасности от 6 октября 2007 года». Протокол установил порядок применения миротворческих сил ОДКБ в операциях под эгидой ООН на территориях, не входящих в ОДКБ, и ввёл понятие «координирующее государство» (предусматривается, что силы ОДКБ для применения в миротворческих операциях ООН создаются под его эгидой). Координирующее государство определяется Советом коллективной безопасности.
26 ноября 2023 года Министр обороны России Сергей Шойгу заявил о фактическом создании объединённой системы ПВО стран ОДКБ: «У нас есть соглашение, есть системы противовоздушной обороны с каждым из государств».

#### Совместные учения
Ежегодно КСОР проводят учения «Взаимодействие», КСБР проводят манёвры «Рубеж», а миротворческие силы — учения «Нерушимое братство». Помимо этого, военными частями проводятся специальные учения: С силами и средствами материально-технического обеспечения государств — членов ОДКБ — «Эшелон», с силами и средствами разведки — «Поиск», с стратегическими ядерными силами — «Гром», с формированиями сил специального назначения — «Кобальт».
|                | Дата                       | Название учений                                     | место проведения                                     | Примечание |
| -------------- | -------------------------- | --------------------------------------------------- | ---------------------------------------------------- | --- |
| 1              | 17-20 августа 2020         | «Эшелон-2020»                                       | Российская Федерация                                 | |
| 2              | 12-16 октября 2020         | «Нерушимое братство-2020»                           | Беларусь                                             | командно-штабные учения |
| 3              | 22 июля 2021               | «Граница 2021»                                      | Таджикистан                                          | |
| 4              | 18-23 октября 2021         | «Поиск-2021», «Эшелон-2021» и «Взаимодействие-2021» | Таджикско-афганская граница                          | |
| 5              | 8-12 ноября 2021           | «Нерушимое братство-2021»                           | Российская Федерация, Республика Татарстан           | учения по миротворческой операции |
| 6              | 27 июня-4 июля 2022        | «Нелегал-2022»                                      | территория государств-членов ОДКБ                    | противодействие незаконной миграции |
| 7              | 2-5 августа 2022           | «Кобальт-2022»                                      | Кыргызстан                                           | |
| 8              | 26 сентября-8 октября 2022 | «Поиск-2022», «Эшелон-2022» и «Взаимодействие-2022» | Казахстан                                            | |
| 9              | 10 октября 2022            | «Рубеж-2022»                                        | Таджикистан                                          | уничтожение незаконных вооружённых формирований, вторгшихся на территорию государства-члена ОДКБ                                                                    |
| 10             |                            | «Нерушимое братство-2022»                           | Кыргызстан                                           | Отменено |
| 11             |                            | «Нерушимое братство-2023»                           | Армения                                              | Перенесено; премьер-министр Армении Никол Пашинян заявил, что министерство обороны страны проинформировало ОДКБ о нецелесообразности проведения учений в его стране |
| 12             | Сентябрь 2023              | «Поиск-2023», «Эшелон-2023» и «Взаимодействие-2023» | Беларусь                                             | Организованы взамен российско-беларусских учений «Запад-2023» |
| 13             | Сентябрь 2023              | «Канал»                                             | Территории стран ОДКБ, координационный штаб в Алматы | По противодействию незаконному обороту наркотиков в ОДКБ |
| 14             | Октябрь 2023               | «Нерушимое братство-2023»                           | Кыргызстан                                           | |
| Запланировано: |                            |                                                     |                                                      | |

#### Применение

##### Казахстан (ввод)
Вследствие протестов населения и массовых беспорядков вечером 5 января 2022 года президент Казахстана обратился к лидерам ОДКБ с просьбой об оказании ОДКБ миротворческой поддержки Казахстану. Своё решение Токаев объяснил тем, что в стране действуют «террористические банды, подготовленные за рубежом». В ночь c 5 на 6 января Советом коллективной безопасности (СКБ) было принято решение о введении в Казахстан миротворческих сил ОДКБ.

##### Армения (отказ)
Премьер-министр Армении Никол Пашинян в ходе юбилейного заседания Совета глав государств ОДКБ в мае 2022 года подверг организацию критике за игнорирование просьбы о помощи в 2020 и 2021 годах, когда, по версии армянской стороны, азербайджанские войска заняли некоторую часть территории Армении.
В сентябре 2022 года организация вновь отказала в помощи Армении после соответствующего обращения в связи с вооружёнными столкновениями вдоль не делимитированной границы с Азербайджаном. Такое отношение ОДКБ к Армении привёло к появлению в армянском обществе слоя разочарованных в этой организации людей, некоторые даже высказывались о выходе либо приостановке членства. В то же время Армению посетила Нэнси Пелоси и высказала поддержку в сложившейся ситуации. Как отмечает докторант «Центра российских исследований школы политики и международных отношений Восточно-китайского педагогического университета» в Шанхае Янко Шипанович, ОДКБ продолжает разочаровывать своих членов непоследовательностью и бездействием. Он отметил, что избирательность действий стран-членов ОДКБ очень огорчает союзников по блоку, в частности Армению, у которой возникли проблемы во время сентябрьского конфликта.
Из-за отсутствия результатов и незакрытого вопроса по прибытию мониторинговой группы ОДКБ в Армению в мае 2023 года Пашинян заявил, что не исключает возможность выхода Армении из ОДКБ. В ноябре 2023 года руководство Армении проигнорировало очередной саммит проходящий в Минске. В феврале 2024 года Никол Пашинян в интервью телеканалу France 24 заявил, что участие Армении в Организации договора о коллективной безопасности (ОДКБ), «в котором доминирует Москва» — заморожено. 12 марта 2024 года Никол Пашинян заявил, что Армения выйдет из ОДКБ, если организация не выполнит своих обязательств.
В 2023 году обозначилось несколько проблем вокруг участия Армении в ОДКБ — а именно: эскалация армяно-азербайджанского нагорно-карабахского конфликта, недовольство президента Армении действиями ОДКБ в ходе конфликта, отмена учений ОДКБ в Армении, митинги граждан Армении за выход из ОДКБ; В начале 2023 года научный сотрудник Института Кавказа Грант Микаэлян отмечал, что проблемы вокруг учений ОДКБ свидетельствовали о серьёзном дефиците взаимопонимания внутри организации. По его словам, инициатива по замене российских миротворцев на миротворцев ООН в зоне Нагорного Карабаха усугубит и без того сложные отношения внутри ОДКБ (хотя правительство Пашиняна склоняется вовсе к выводу российских миротворцев без их замены международным контингентом). Эта инициатива стала частью общего процесса сокращения российского присутствия на постсоветском пространстве (вызванного озабоченностью Москвы войной с Украиной), при этом политический вакуум, образовавшийся за время борьбы Кремля с Киевом, начал заполняться уже к осени 2023 года: Армения, отказавшись от участия в осенних учениях ОДКБ, в том же месяце организовала совместные армяно-американские учения.

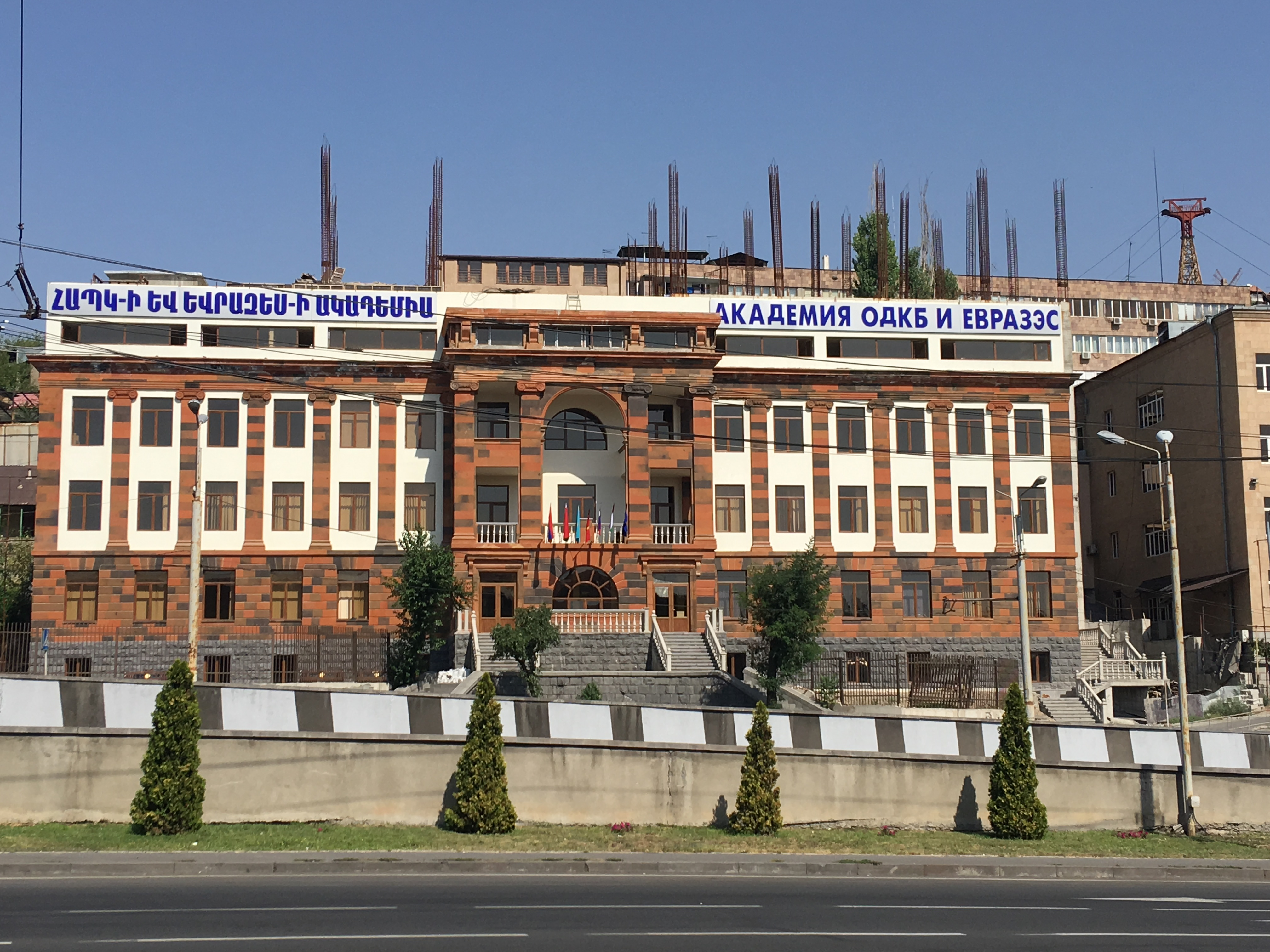
Академия ОДКБ и ЕВРАЗЭС, Ереван, Армения